# Glyptothorax major
Glyptothorax major es una especie de peces de la familia Sisoridae en el orden de los Siluriformes.

## Morfología
• Los machos pueden llegar alcanzar los 14,4 cm de longitud total.

## Distribución geográfica
Se encuentra en la cuenca del río Mekong, Malasia y Borneo.